# Stephensia bombycina
Трюфель оксамитовий (Stephensia bombycina) — вид грибів роду Стефенсіа (Stephensia). Гриб класифіковано у 1845 році.

## Будова
Плодове тіло округло-бульбоподібне, діаметром до 2 см. Оболонка невіддільна, складчаста, майже гладка, короткоопушена, з вузьким щілиноподібним отвором всередину плодового тіла, дуже світлий, трохи бурий. М'якоть білувата, з лабірінтоподібними ходами, рожево-білими всередині. Сумки вузкомішковідні або циліндричні, 8-спорові. Спори кулясті, гладенькі, майже безбарвні зі світло-бурим відтінком, діаметром 17-24 (26) МКМ, в сумці лежать в два ряди.

## Поширення та середовище існування
Голарктичний лісовий недостатньо вивчений вид з диз'юнктивним ареалом. Плодові тіла зустрічаються одиничними екземплярами або невеликими групами.

## Життєвий цикл
Утворює мікоризу з широколистяними породами дерев. Плодові тіла дозрівають в липні — вересні.

## Природоохоронний статус
Включений до Червоної книги Білорусі 2-го видання (1993).